# Campylocentrum pubirhachis
Campylocentrum pubirhachis är en orkidéart som beskrevs av Rudolf Schlechter. Campylocentrum pubirhachis ingår i släktet Campylocentrum och familjen orkidéer. Inga underarter finns listade i Catalogue of Life.